# آلته وارن
آلته هستر وارن (۱۸ دسامبر ۱۸۸۶) – ۱۹ دسامبر ۱۹۵۸) مدیر کتابخانه عمومی لس آنجلس (کالیفرنیا) از سال ۱۹۳۳ تا ۱۹۴۷ و رئیس انجمن کتابخانه آمریکا در سال‌های ۱۹۴۴–۱۹۴۳ بود. او در سال ۲۰۱۳ وارد تالار مشاهیر کتابخانه انجمن کتابخانه کالیفرنیا شد.

## بیوگرافی و حرفه
وارن در ۱۸ دسامبر ۱۸۸۶ در واوکگان، ایلینوی، به دنیا آمد. او دختر لنسینگ وارن و اما بلودگت بود. او از سال ۱۹۰۴ تا ۱۹۰۸ در دانشگاه شیکاگو تحصیل کرد. پس از سفر به اروپا، وارن به مدرسه کتابداری در دانشگاه ویسکانسین رفت و در سال ۱۹۱۱ فارغ‌التحصیل شد. او به عنوان مدیر شعبه در یک «محله فقیر» در سیستم کتابخانه عمومی شیکاگو فعالیت کرد و همچنین یک شعبه در فروشگاه سیرز، روباک در آن شهر را مدیریت می‌کرد که به کارمندان فروشگاه خدمات ارائه می‌داد. در سال ۱۹۱۴، او به همراه خانواده‌اش به سن دیگو، کالیفرنیا نقل مکان کرد و در طول جنگ جهانی اول به سربازان در کمپ کارنی، کالیفرنیا، کتاب اهدا می‌کرد. او در سیستم کتابخانه عمومی سن دیگو کار کرد و از سال ۱۹۱۶ تا ۱۹۲۶ رئیس کتابخانه آنجا بود. در سال ۱۹۲۶ به کتابخانه عمومی لس آنجلس منتقل شد و برای نظارت بر همه کتابخانه‌های شعبه این سیستم انتخاب شد. در سال ۱۹۳۳، او به عنوان رئیس کتابخانه LAPL منصوب شد و یکی از شش زنی بود که در آن زمان بر کتابخانه‌های بزرگ عمومی در ایالات متحده نظارت می‌کرد.
در نوامبر ۱۹۴۱، وارن که به عنوان «شماره ۱ در زمینه کتابداران زن» شناخته می‌شد، از شغل خود در لس آنجلس مرخصی گرفت تا مدیر کمپین کتاب ملی دفاع ALA شود، که هدف آن جمع‌آوری و سازماندهی توزیع کتاب‌ها به نظامیان آمریکایی بود. این کمپین که دفتر مرکزی آن در نیویورک بود، در میان نزدیک‌ترین دوستانش به عنوان «فرزند وارن» شناخته می‌شد. وارن در سال ۱۹۲۱ رئیس انجمن کتابخانه‌های کالیفرنیا و در سال‌های ۱۹۴۴–۱۹۴۳ رئیس انجمن کتابداران آمریکا (ALA) بود. او در سطح ملی برای افزایش کمک‌های فدرال به کتابخانه‌ها و پایان دادن به تبعیض‌هایی که کتابداران آفریقایی‌تبار در هتل‌های کنفرانس ALA با آن مواجه بودند، تلاش کرد.
وارن در سال ۱۹۴۷ بازنشسته شد و سپس در برنامه‌های علوم کتابداری در ویسکانسین و میشیگان و همچنین در دانشگاه کالیفرنیای جنوبی تدریس کرد.

## زندگی شخصی
وارن رابطه عاشقانه‌ای با گلادیس اینگلیش، رئیس بخش کودکان کتابخانه عمومی لس آنجلس داشت. آن‌ها سال‌ها با هم زندگی و سفر کردند. پس از فوت گلادیس، وارن مجموعه یادبود گلادیس اینگلیش را در انجمن کتابداران آمریکا ایجاد کرد که به آن مجموعه گلادیس اینگلیش نیز گفته می‌شود.